# IHL 1956/57
Die Saison 1956/57 war die zwölfte reguläre Saison der International Hockey League. Während der regulären Saison bestritten die sechs Teams jeweils 60 Spiele. In den Play-offs setzten sich die Cincinnati Mohawks durch und gewannen den fünften Turner Cup in ihrer Vereinsgeschichte.

## Teamänderungen
Folgende Änderungen wurden vor Beginn der Saison vorgenommen:
- Die Grand Rapids Rockets wurden nach Huntington, West Virginia, umgesiedelt und spielten fortan unter dem Namen Huntington Hornets.
- Die Toledo-Marion Mercurys änderten ihren Namen in Toledo Mercurys.

## Reguläre Saison

### Abschlusstabelle
Abkürzungen: GP = Spiele, W = Siege, L = Niederlagen, T = Unentschieden, OTL = Niederlage nach Overtime, GF = Erzielte Tore, GA = Gegentore, Pts = Punkte
|                     | GP | W  | L  | T | GF  | GA  | Pts |
| ------------------- | -- | -- | -- | - | --- | --- | --- |
| Cincinnati Mohawks  | 60 | 50 | 9  | 1 | 245 | 113 | 101 |
| Indianapolis Chiefs | 60 | 26 | 29 | 5 | 168 | 177 | 57  |
| Fort Wayne Komets   | 60 | 25 | 29 | 6 | 170 | 177 | 56  |
| Huntington Hornets  | 60 | 26 | 30 | 4 | 180 | 188 | 56  |
| Toledo Mercurys     | 60 | 26 | 30 | 4 | 166 | 186 | 56  |
| Troy Bruins         | 60 | 15 | 41 | 4 | 135 | 223 | 34  |

## Turner-Cup-Playoffs
|  | Turner-Cup-Halbfinale | Turner-Cup-Halbfinale | Turner-Cup-Halbfinale |  |  | Turner-Cup-Finale | Turner-Cup-Finale   | Turner-Cup-Finale |
|  |                       |                       |                       |  |  |                   |                     |                   |
|  |                       |                       |                       |  |  |                   |                     |                   |
|  | 1                     | Cincinnati Mohawks    | 3                     |  |  |                   |                     |                   |
|  | 3                     | Huntington Hornets    | 1                     |  |  |                   |                     |                   |
|  |                       |                       |                       |  |  | 1                 | Cincinnati Mohawks  | 3                 |
|  |                       |                       |                       |  |  | 2                 | Indianapolis Chiefs | 0                 |
|  | 2                     | Indianapolis Chiefs   | 3                     |  |  |                   |                     |                   |
|  | 4                     | Toledo Mercurys       | 2                     |  |  |                   |                     |                   |
|  |                       |                       |                       |  |  |                   |                     |                   |

## Vergebene Trophäen

### Mannschaftstrophäen
| Auszeichnung                                          | Team               |
| ----------------------------------------------------- | ------------------ |
| Turner Cup Gewinner der IHL-Playoffs                  | Cincinnati Mohawks |
| Fred A. Huber Trophy Bestes Team der regulären Saison | Cincinnati Mohawks |

### Individuelle Trophäen
| Auszeichnung                                                       | Spieler         | Team                |
| ------------------------------------------------------------------ | --------------- | ------------------- |
| James Gatschene Memorial Trophy MVP der regulären Saison           | Pierre Brillant | Indianapolis Chiefs |
| George H. Wilkinson Trophy Bester Scorer                           | Pierre Brillant | Indianapolis Chiefs |
| James Norris Memorial Trophy Torhüter mit den wenigsten Gegentoren | Glenn Ramsay    | Cincinnati Mohawks  |